# Network Control Program
Das Network Control Program (NCP) war ein Computerprogramm, das für die Kommunikation zwischen den Hostrechnern im ARPANET zuständig war. Das dazugehörige Netzwerkprotokoll wurde als Network Control Protocol (ebenfalls NCP) bezeichnet. NCP ist der Vorläufer von TCP/IP im Internet.

## Begriff
Das Protokoll wurde ursprünglich als Host/Host-Protokoll und die Implementierung als Network Control Program bezeichnet. Später setzte sich der Begriff Network Control Protocol zur Abgrenzung von anderen Host-zu-Host-Protokollen durch.

## Zweck und Beschreibung

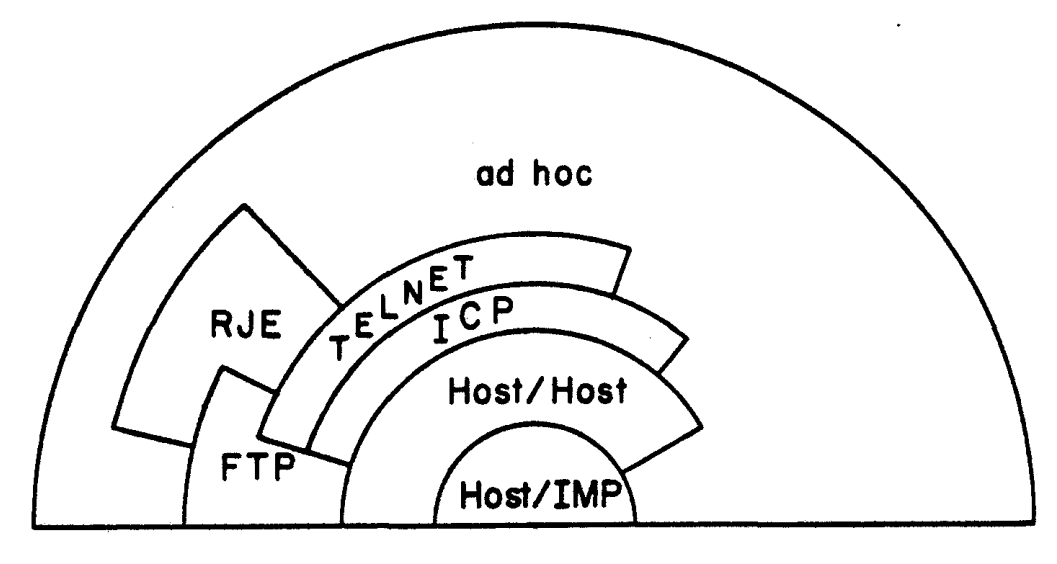
Schichtenarchitektur der frühen ARPANET-Protokolle. NCP ist als Host/Host bezeichnet.

Im ARPANET kommunizierten Knoten namens Interface Message Processor (IMP) untereinander, eine Art Vorläufer von Gateways oder Routern. An die IMPs angeschlossen waren Mehrbenutzer-Hostrechner, die Anwendungssoftware ausführten.
NCP hatte den Zweck, unidirektionale Verbindungen von Host zu Host ermöglichen. Damit stellt es ein Transportprotokoll und den Vorläufer des Transmission Control Protocol (TCP) dar.
In der Protokollarchitektur des frühen ARPANETs stellt NCP eine mittlere Schicht dar. Die unterste Schicht bildet das Protokoll für die Host/IMP-Kommunikation. Oberhalb von NCP war das Initial Connection Protocol (ICP), ein Steuerprotokoll zur Initiierung von NCP-Verbindungen, sowie Anwendungsprotokolle. Mit ICP konnte eine bidirektionale Kommunikation bestehend aus zwei unidirektionalen NCP-Verbindungen aufgebaut werden.

## Entwicklung
NCP wurde von 1969 bis 1972 im ARPANET-Projekt von der Netzwerk-Arbeitsgruppe unter der Leitung von Steve Crocker entwickelt. Zur Dokumentation und Diskussion des Arbeitsstands schuf Crocker die Schriftenreihe Request for Comments (RFC).
Ein erster Entwurf war auf Verbindungen von einem Terminal-Nutzer zu einem entfernten Host beschränkt und ähnelte dem damals üblichen Time-Sharing-Anwendungsfall von Host-Terminal-Systemen. Als Anwendungen waren Telnet und FTP vorgesehen. Der ARPANET-Programmleiter Larry Roberts war im Dezember 1969 mit diesem Entwurf unzufrieden, da das Protokoll nicht generisch genug war und einen Anwendungsfall wie E-Mail nicht unterstützte.
Die Arbeitsgruppe entwickelte in den kommenden Monaten einen neuen Entwurf. Im Januar 1972 veröffentlichte Alex McKenzie die erste offizielle Spezifikation. Das Dokument hatte keine RFC-Nummer, da RFCs zur damaligen Zeit als informelle Notizen und nicht als formale Publikation galten. Die Veröffentlichung als RFC wurde 40 Jahre später mit RFC 6529 nachgeholt.

## Verbreitung
NCP kam auf allen ARPANET-Hosts zum Einsatz, bis es im Januar 1983 durch das Transmission Control Protocol abgelöst wurde.